# Chicago Bliss

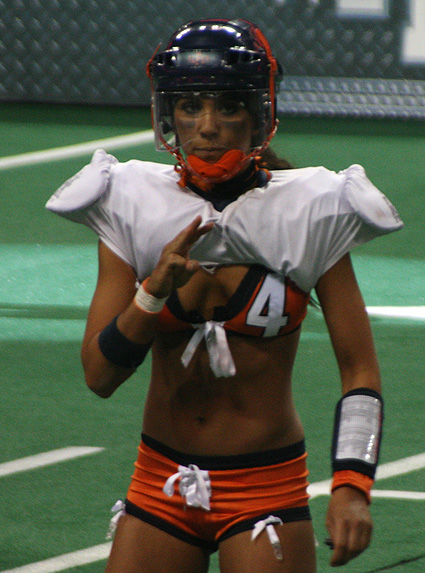
Eine Spielerin der Chicago Bliss. (Elle Cartabiano, Quarterback, 2009)

Die Chicago Bliss sind ein in Hoffman Estates, Illinois, beheimatetes Arena-Football-Damen-Team. Sie spielen in der Eastern  Conference der US-amerikanischen Legends Football League (LFL) und tragen ihre Heimspiele im benachbarten Bridgeview, im Toyota Park, aus.

## Geschichte
Die Mannschaft von Chicago Bliss wurde im Jahr 2004 nach dem ersten Lingerie Cup, zusammen mit Miami Caliente, gegründet.
Mit der Einführung des Ligasystems zur Saison 2009/2010 und damit verbunden der Eastern bzw. Western Conference spielten sie in der Eastern Conference. Zur Saison 2010/2011 wechselten sie dann in die Western Conference, in der sie dann die nächsten Jahre blieben. Seit der Saison 2015 gehört die Mannschaft wieder der Eastern Conference an.  
In den Jahren 2009 bis 2014 trug die Mannschaft ihre Heimspiele grundsätzlich im Sears Centre in Hoffman Estates, Illinois, aus. Zur Saison 2015 wechselte die Mannschaft dann in ihre aktuelle Spielstätte.

## Resultate
| Saison    | Siege | Nieder- lagen | Unent- schieden | Platzierung           | Play-off-Ergebnis |
| --------- | ----- | ------------- | --------------- | --------------------- | --- |
| 2019      | 0     | 4             | 0               | 7. 1                  | nicht qualifiziert |
| 2018      | 4     | 0             | 0               | 2. Eastern Conference | 18:6-Sieg gegen Nashville Knights im Eastern Conference Championshipsgame 28:20-Sieg gegen Austin Acoustic im Legends Cup 2018            |
| 2017      | 4     | 0             | 0               | 1. Eastern Conference | 6:14-Niederlage gegen Atlanta Steam im Eastern Conference Championshipsgame                                                               |
| 2016      | 5     | 1             | 0               | 1. Eastern Conference | 30:25-Sieg gegen Atlanta Steam im Eastern Conference Championshipsgame 31:26-Sieg gegen Seattle Mist im Legends Cup 2016                  |
| 2015      | 6     | 1             | 0               | 1. Eastern Conference | 21:27-Niederlage gegen Seattle Mist im Legends Cup 2015                                                                                   |
| 2014      | 5     | 0             | 1               | 1. Western Conference | 40:12-Sieg gegen Los Angeles Temptation im Western Conference Championshipsgame 24:18-Sieg gegen Atlanta Steam im Legends Cup 2014        |
| 2013      | 3     | 1             | 0               | 2. Western Conference | 31:14-Sieg gegen Seattle Mist im Western Conference Championshipsgame 38:14-Sieg gegen Philadelphia Passion im Legends Cup 2013           |
| 2011/2012 | 1     | 3             | 0               | 4. Western Conference | nicht qualifiziert |
| 2010/2011 | 3     | 1             | 0               | 2. Western Conference | 14:31-Niederlage gegen Los Angeles Temptation im Western Conference Championship                                                          |
| 2009/2010 | 3     | 0             | 0               | 1. Eastern Conference | 20:7-Sieg gegen Miami Caliente im Eastern Conference Championshipsgame 14:27-Niederlage gegen Los Angeles Temptation im Lingerie Bowl VII |

## Aktueller Kader
| #  | Name               | Position                                  |
| -- | ------------------ | ----------------------------------------- |
| 01 | Tamar Fennell      | Defensive Back, Wide Receiver             |
| 02 | TY Ali             | Defensive Back, Wide Receiver             |
| 03 | Terra Organisciak  | Defensive End                             |
| 04 | Tamika Robinson    | Quarterback, Wide Receiver                |
| 05 | Veronica Smith     | Defensive Back                            |
| 06 | Javell Thompson    | Runningback                               |
| 07 | Kirstin Morrison   | Linebacker                                |
| 08 | Kimberly Randle    | Defensive Back                            |
| 09 | Lebrenthia Murdock | Defensive Back                            |
| 10 | Victoria Giles     | Tight End, Defensive End                  |
| 11 | Deanna Hightower   | Tight End, Center, Defensive End          |
| 12 | Tatyhana Blaise    | Defensive End, Runningback                |
| 13 | Dorian Bridges     | Defensive Back                            |
| 14 | Kate Mestan        | Tight End, Defensive End                  |
| 15 | Chaz Duson         | Wide Receiver, Quarterback                |
| 16 | Jazmin Calep       | Defensive End, Linebacker, Defensive Back |
| 17 | Jocelyn Gray       | Wide Receiver                             |
| 18 | Maya Houston       | Tight End                                 |
| 19 | Taja Sloss         | Tight End                                 |
| 20 | Emma Vanderheyden  | Runningback, Linebacker, Wide Receiver    |